# Mixocera
Mixocera is een geslacht van vlinders van de familie spanners (Geometridae), uit de onderfamilie Geometrinae.

## Soorten
- M. albimargo Warren, 1901
- M. albistrigata (Pagenstecher, 1893)
- M. frustratoria (Wallengren, 1863)
- M. hemithales Prout, 1912
- M. latilineata Walker, 1866
- M. obliqua Bethune-Baker, 1913
- M. parvulata (Walker, 1863)
- M. sudanica Herbulot, 1954
- M. viridans Prout, 1912
- M. xanthostephana Prout, 1912